# Ходжаев, Эркин Норматович
Эркин Норматович Ходжаев (27 июня 1939, Самарканд, Самаркандская область, Узбекская ССР, СССР) — узбекский учёный-экономист, кандидат экономических наук (1969), профессор (1992).

## Биография
Эркин Ходжаев родился 27 июня 1939 года. В 1962 году окончил Самаркандский государственный университет. В 1957-1958 годах рабочий Самаркандской шёлкоткацкой фабрики, в 1962-1964 годах преподаватель кафедры «Политическая экономия» Самаркандского медицинского института, в 1964-1966 годах первый секретарь Самаркандского городского союза молодежи, в 1966-1976 гг. аспирант, преподаватель, доцент кафедры  «Политическая экономия» Самаркандского государственного университета, в 1976-1990 гг. доцент, заведующий кафедрой «Политическая экономия» Самаркандского сельскохозяйственного института, в 1990-1994 годах член Президиума Верховного Совета Республики Узбекистан и председатель Комитета по экономическим реформам, бюджетной политике и местному самоуправлению, в 1992-1994 годах был ректором Самаркандского кооперативного института, в 1994-1996 годах был Чрезвычайным и Полномочным Послом Республики Узбекистан в Исламской Республике Иран, в 1996-2004 годах работал профессором кафедры «Финансы и кредит» Самаркандского кооперативного института. С 2004 года является профессором кафедры «Финансы и страховые услуги» Самаркандского института экономики и сервиса. Также работал первым президентом Ассоциации предпринимателей Республики Узбекистан (1991-1995 годы), вице-президентом Общества дружбы «Узбекистан-Иран» (1990-1996 годы).

### Научная деятельность
Эркин Ходжаев является автором 120 научных работ. Почётный профессор Ташкентского государственного экономического университета (1992). Член-корреспондент Международной академии информатизации (1993). 

## Звания и награды
- Почетное звание «Заслуженный экономист Узбекской ССР» (1989);
- знак «Отличник высшего образования»;
- знак «Отличник народного образования»;
- Памятный знак «20 лет независимости Республики Узбекистан» (2011 г.);
- Памятный знак «30 лет независимости Республики Узбекистан» (2021 г.);
- Памятный знак «30 лет Конституции Узбекистана» (2022 г.).[1]